# 国際連合安全保障理事会決議979
国際連合安全保障理事会決議979（こくさいれんごうあんぜんほしょうりじかいけつぎ979 英: United Nations Security Council Resolution 979）は、1995年3月9日に無投票で採択された決議。同年2月24日に国際司法裁判所（英語: International Court of Justice）の判事であるロベルト・アゴが死去したことに伴い、国際連合安全保障理事会は同年6月21日に判事の補充選挙を国際連合安全保障理事会と国際連合総会（第49会期）で執り行うことを決定した。
ロベルト・アゴはイタリア出身の法学者であり、1979年より国際司法裁判所の判事を務めていた。判事としてのアゴの任期は1997年2月までとなっていた。